# Norbert Hungerbühler
Norbert Ernst Hungerbühler  (Flawil, 25 de abril de 1964) é um matemático suíço.

## Obras
- Einführung in partielle Differentialgleichungen. Verlag der Fachvereine, Zurique 1997.
- Leon Simon (based on lecture notes by Norbert Hungerbühler): Theorems on regularity and singularity of energy minimizing maps. Birkhäuser, Basel 1996.
- Editor com Peter Ebenfelt, Joseph Kohn, Ngaiming Mok, Emil J. Straube: Complex Analysis – Several complex variables and connections with PDE theory and geometry. Birkhäuser, Trends in Mathematics, 2010.